# Staartlengte

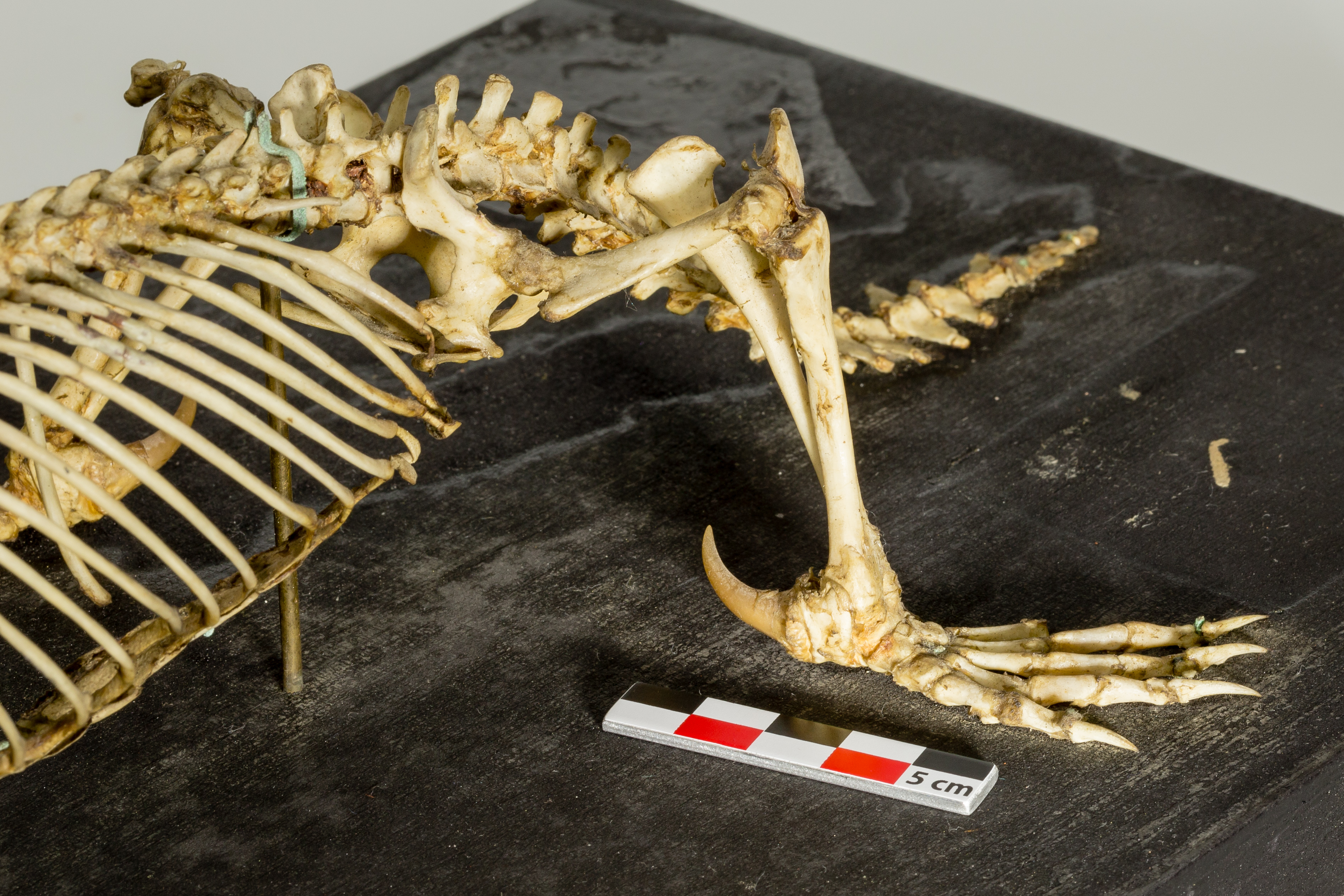
Staart van een vogelbekdier (Ornithorhynchus anatinus)

De staartlengte is een term die gebruikt wordt om de afmeting van de staart bij gewervelde dieren aan te duiden. Deze lengtemaat wordt voornamelijk gebruikt bij zoogdieren, reptielen en salamanders. 
De staart begint bij de meeste gewervelde dieren bij de verbinding tussen het heiligbeen en de eerste staartwervels, gelegen tussen de darmbeenderen. Slangen hebben geen heiligbeen, bij hen begint de staart ter hoogte van de cloaca. De staartwortel is alleen te bereiken via een incisie en verwijdering van een aantal pezen. Een nauwkeurige staartlengte kan daarom alleen bij pas overleden dieren worden bepaald. 
Normaal gesproken wordt bij grotere dieren gemeten vanaf de huid boven de laatste staartwervel, bij kleinere dieren vanaf de anus. Gemeten wordt tot de laatste staartwervel. Eventuele haren die voorbij de staartpunt steken worden niet meegemeten, al worden staartkwasten soms apart vermeld.